# Триплатинагептацерий
Триплатинагептацерий — бинарное неорганическое соединение
платины и церия
с формулой Ce7Pt3,
кристаллы.

## Получение
- Сплавление стехиометрических количеств чистых веществ:

{\displaystyle {\mathsf {3Pt+7Ce\ {\xrightarrow {1000^{o}C}}\ Ce_{7}Pt_{3}}}}

## Физические свойства
Триплатинагептацерий образует кристаллы
гексагональной сингонии,
пространственная группа P 63mc,
параметры ячейки a = 1,0204 нм, c = 0,6399 нм, Z = 2,
структура типа гептаторийтрижелеза Th7Fe3
.
Соединение образуется по перитектической реакции при температуре ≈1000°C  (861°C ).
При 7 К в Ce7Pt3 происходит фазовый переход, связанный с ферромагнитным упорядочением.